# تيموثي كراجسير
تيموثي واين كراجسير (بالإنجليزية: Timothy Krajcir) (من مواليد تيموثي واين مكبرايد؛ 28 نوفمبر 1944) هو قاتل متسلسل أمريكي مدان اعترف بقتل تسع نساء، خمسة في ولاية ميسوري وأربعة في إلينوي وبنسلفانيا.

## جرائم القتل
أثناء قيامه بجرائمه، كان كراجسير يسافر إلى عدة مدن لا تربطه بها أية علاقة، ويطارد ضحاياه ثم يقتحم منازلهم وينتظر وصولهم.
تم العثور على بعض الضحايا مقيدين في أسرَّتهم. تم اختطاف آخرين ونقلهم عبر حدود الولاية قبل القتل. اغتصب معظمهم وأجبروا على القيام بأعمال جنسية. قُتل بعضهم برصاصة في الرأس. طعن آخرون أو اختنقوا. كان هناك القليل من الأدلة التي تشير إلى أن أي من الانتهاكات أو جرائم القتل قد ارتكبها نفس الشخص. عدم وجود تكنولوجيا الطب الشرعي والحمض النووي في ذلك الوقت وطرق القتل المتعددة جعلت من الصعب على المحققين ربط جميع الجرائم بمشتبه فيه واحد.